# Francis Galton
Francis Galton  (16 de fevereiro de 1822 – 17 de janeiro de 1911) foi um polímata inglês e o originador da eugenia durante a Era Vitoriana; suas ideias posteriormente tornaram-se a base da genética do comportamento.
Galton publicou mais de 340 artigos e livros. Também desenvolveu o conceito estatístico de correlação e divulgou amplamente o fenômeno de regressão à média. Foi o primeiro a aplicar métodos estatísticos ao estudo das diferenças humanas e da herança da inteligência, introduzindo o uso de questionários e pesquisas para coletar dados de comunidades humanas, dos quais necessitava em seus trabalhos genealógicos e biográficos e em seus estudos antropométricos. Ele cunhou a expressão "nature versus nurture" (“natureza versus criação”). Seu livro Hereditary Genius (1869) foi a primeira tentativa de cunho científico-social para estudar o gênio e a grandeza.
Como investigador da mente humana, Galton fundou a psicometria e a psicologia diferencial, além da hipótese lexical da personalidade. Desenvolveu um método de classificação de impressões digitais útil nas ciências forenses. Também realizou pesquisas sobre o poder da oração, concluindo que não causava efeitos, devido à ausência de resultados na longevidade das pessoas objeto dessas preces. Sua busca por princípios científicos em fenômenos diversos estendeu-se até o método ideal de preparar chá. Iniciou a meteorologia científica, criando o primeiro mapa meteorológico, propôs a teoria de anticiclones e foi o primeiro a estabelecer um registro completo de fenômenos climáticos de curto prazo em escala europeia. Também inventou o assobio de Galton (Dog whistle), empregado para testar variações de acuidade auditiva. Foi agraciado com o título de cavaleiro em 1909 por suas contribuições à ciência. Era meio-primo de Charles Darwin.
Nos últimos anos, recebeu muitas críticas por ter sido proponente do darwinismo social, da eugenia e do racismo biológico; foi pioneiro da eugenia, cunhando o próprio termo em 1883.

## Primeiros anos
Galton nasceu em "The Larches", uma casa grande na área de Sparkbrook, Birmingham, construída onde antes ficava "Fair Hill", a antiga casa de Joseph Priestley, renomeada pelo botânico William Withering. Era meio-primo de Charles Darwin, compartilhando o avô comum Erasmus Darwin. Seu pai foi Samuel Tertius Galton, filho de Samuel Galton Jr.. Também era primo de Douglas Strutt Galton. Os Galton eram quacres que atuavam como fabricantes de armas e banqueiros, enquanto os Darwin se dedicavam à medicina e à ciência.
Tanto os Galton quanto os Darwin incluíam Fellows da Royal Society e membros que gostavam de inventar no tempo livre. Erasmus Darwin e Samuel Galton foram membros fundadores da Lunar Society de Birmingham, que incluía Matthew Boulton, James Watt, Josiah Wedgwood, Joseph Priestley e Richard Lovell Edgeworth. Ambas as famílias eram conhecidas por seu talento literário. Erasmus Darwin compôs longos tratados técnicos em versos, e a tia de Galton, Mary Anne Galton, escreveu sobre estética e religião, com autobiografia relatando o ambiente de sua infância rodeado por membros da Sociedade Lunar.

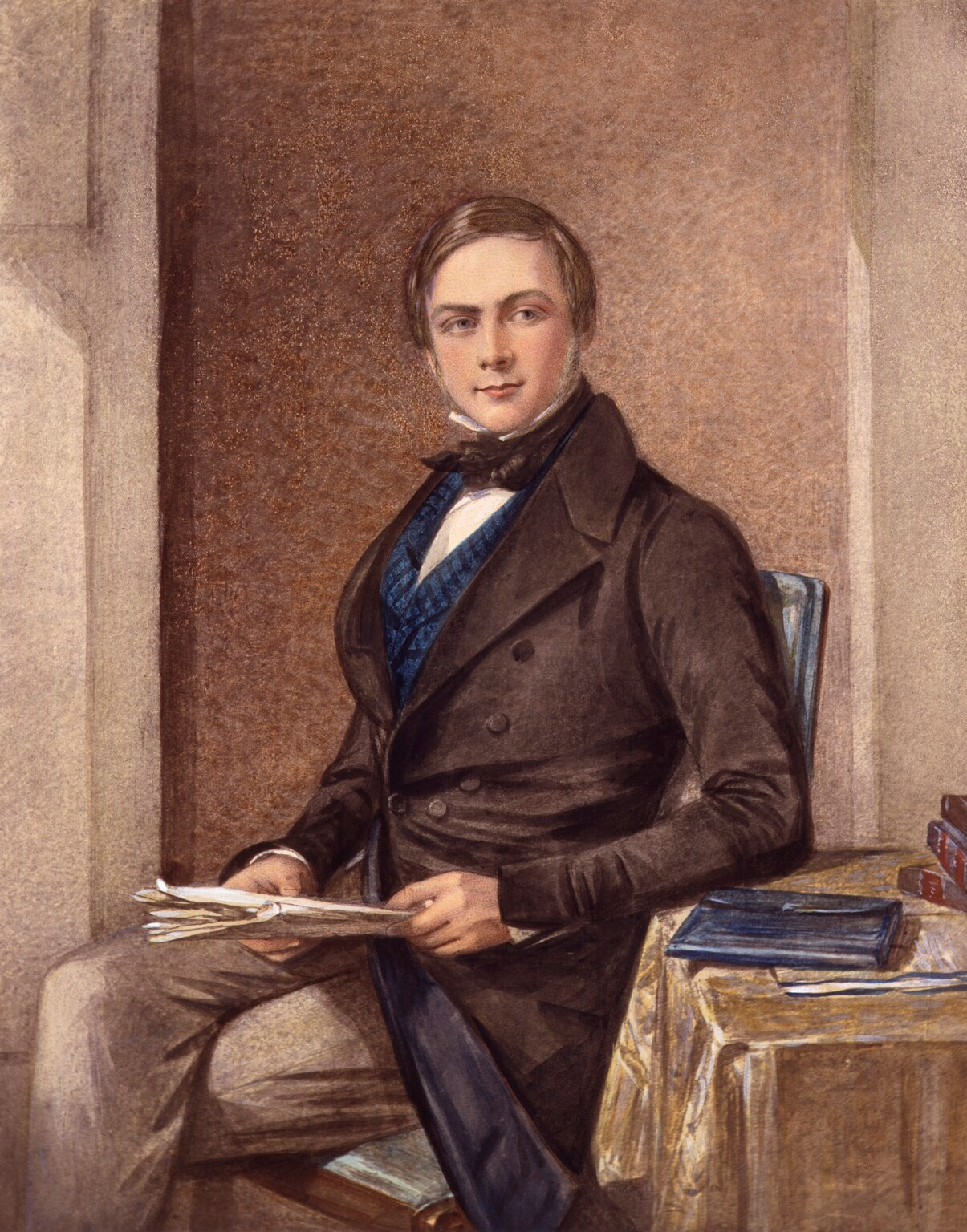
Retrato de Galton por Octavius Oakley, 1840

Galton era um menino prodígio: aos dois anos já lia; aos cinco dominava um pouco de grego, latim e divisão longa, e aos seis já lia obras adultas, incluindo Shakespeare por prazer, e poesias que citava extensamente. Frequentou a King Edward's School, Birmingham, mas não gostou do currículo estreito em clássicos e saiu aos 16 anos. Seu pais o pressionaram para a profissão médica, e ele passou dois anos no Birmingham General Hospital e na King's College London Faculdade de Medicina, seguindo depois a Trinity College, Cambridge, de 1840 ao início de 1844.
Conforme registros da United Grand Lodge of England, em fevereiro de 1844 Galton se tornou maçom na Scientific lodge, que se reunia no Red Lion Inn, em Cambridge, obtendo os graus de Aprendiz (5 de fevereiro de 1844), Companheiro (11 de março de 1844) e Mestre (13 de maio de 1844). Consta anotado: "Francis Galton Trinity College student, gained his certificate 13 March 1845". Um de seus certificados maçônicos da Scientific lodge está em seus papéis no University College, Londres.
Teve um colapso nervoso que o impediu de buscar honras acadêmicas, graduando-se com um “poll” (grau comum) em vez de distinção, como seu meio-primo Charles Darwin havia feito. (Pela tradição de Cambridge, recebeu o M.A. sem estudos adicionais, em 1847.) Tentou retomar Medicina, mas, após a morte do pai em 1844, que o deixou abalado emocionalmente porém independente financeiramente, abandonou definitivamente a Medicina, dedicando-se a viagens ao exterior, esportes e invenções técnicas.
Ainda jovem, Galton era um viajante entusiasmado e fez uma viagem sozinho pela Europa Oriental até Istambul antes de ingressar em Cambridge. Em 1845 e 1846, foi ao Egito e subiu o Rio Nilo até Cartum, no Sudão, depois seguiu para Beirute, Damasco e descendo até Jordânia.
Em 1850, ingressou na Royal Geographical Society e, nos dois anos seguintes, liderou uma extensa exploração no então pouco conhecido Sudoeste da África (atual Namíbia). Escreveu sobre a experiência em Narrative of an Explorer in Tropical South Africa. Recebeu a Medalha Fundador da Royal Geographical Society em 1853 e a Medalha de Prata da Sociedade Geográfica Francesa por seus levantamentos cartográficos pioneiros na região. Isso consolidou sua reputação como geógrafo e explorador. Em seguida, escreveu o best-seller The Art of Travel, um manual de conselhos práticos ao viajante vitoriano, editado várias vezes e ainda publicado.

## Meia-idade

### Primeiros trabalhos científicos
Galton era um polímata que contribuiu em muitos campos, como meteorologia (definiu o anticiclone e criou mapas meteorológicos populares), estatística (correlação e regressão), psicologia (estudou sinestesia), biologia (natureza e mecanismo da hereditariedade) e criminologia (impressões digitais). Muitos de seus trabalhos derivavam de sua tendência de contar e medir. Foi Galton quem preparou o primeiro mapa meteorológico publicado no The Times (1 de abril de 1875, mostrando o tempo do dia anterior, 31 de março), um recurso hoje padrão em jornais de todo o mundo.
Ele atuou intensamente na British Association for the Advancement of Science, apresentando numerosos artigos em seus encontros de 1858 a 1899. Foi secretário-geral (1863–1867), presidente da Seção de Geografia (1867 e 1872) e presidente da Seção de Antropologia (1877 e 1885). Participou do conselho da Royal Geographical Society por mais de 40 anos, de vários comitês da Royal Society, e no Conselho de Meteorologia.
James McKeen Cattell, aluno de Wilhelm Wundt que lia os artigos de Galton, decidiu estudar com ele. Gradualmente, ambos desenvolveram colaboração, medindo sujeitos e trabalhando juntos em pesquisas. Em 1888, Galton criou um laboratório nas galerias de ciência do South Kensington Museum, onde os participantes poderiam ter suas características medidas, e os dados eram usados em suas investigações. Normalmente, cobrava-se uma pequena taxa para o teste.

### Hereditariedade e eugenia

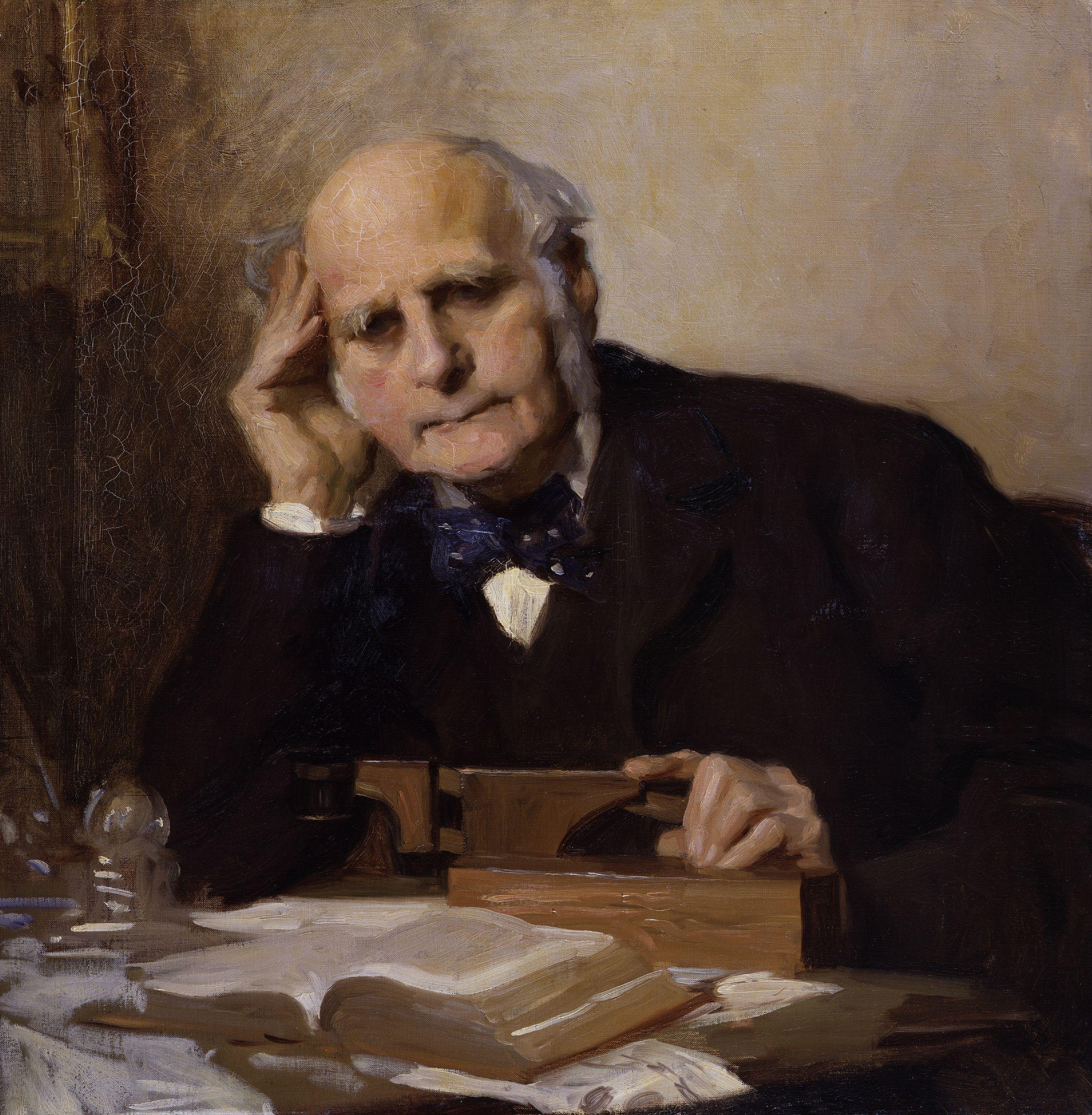
Retrato por Charles Wellington Furse, 1903

A publicação de seu meio-primo Charles Darwin, A Origem das Espécies, em 1859, transformou a vida de Galton. Ele se interessou profundamente, em especial pelo primeiro capítulo, “Variação em Estado Doméstico”, sobre criação de animais.
Galton dedicou o restante da vida à variação em populações humanas e suas implicações, algo apenas sugerido por Darwin em A Origem das Espécies, retomado em The Descent of Man (1871), com base em descobertas de Galton no período intermediário. Galton estabeleceu um programa de pesquisa que abrangeu aspectos múltiplos da variação humana, de habilidades mentais à estatura, de imagens faciais a padrões de impressões digitais. Exigiu medidas inovadoras de características, coleta de grande escala de dados e, finalmente, descoberta de métodos estatísticos para descrição e compreensão desses dados.
Inicialmente, Galton indagou se a capacidade humana seria hereditária, propondo contar o número de parentes de diversos graus de homens eminentes. Se tais qualidades fossem hereditárias, deveria haver mais homens eminentes entre os parentes do que na população geral. Para investigar, inventou métodos de historiometria. Reuniu dados extensos de diversas fontes biográficas, tabulou e comparou-os. Os resultados encontram-se no livro Hereditary Genius (1869). Entre outras conclusões, mostrou que o número de parentes eminentes diminuía ao passar de parentes de primeiro grau para segundo grau e deste para o terceiro, interpretando isso como evidência de herança de habilidades.
Galton reconheceu limitações em seus métodos e achou que a questão poderia ser melhor estudada comparando gêmeos. Formulou a hipótese de estudar se gêmeos semelhantes no nascimento se tornavam diferentes em ambientes diferentes e vice-versa. De novo, usou questionários para reunir dados publicados no artigo “The history of twins” de 1875, antecipando o atual campo de genética do comportamento, baseado em estudos de gêmeos. Concluiu que os dados favoreciam a natureza em detrimento do meio. Também propôs estudos de adoção e adoção trans-racial para isolar efeitos de herança e ambiente.
Galton reconheceu que circunstâncias culturais influenciavam a capacidade de uma sociedade e seu sucesso reprodutivo. Em Hereditary Genius, vislumbrou uma situação ideal que favorecesse uma civilização resiliente e duradoura:

A melhor forma de civilização em relação à melhoria da raça seria aquela em que a sociedade não fosse cara; onde rendas fossem derivadas majoritariamente de atividades profissionais, e não por herança; onde cada jovem tivesse chance de demonstrar suas habilidades e, se muito talentoso, recebesse educação de primeira classe e acesso à carreira profissional por auxílio de bolsas conquistadas na juventude; onde o casamento fosse honrado como nos tempos judaicos antigos; onde o orgulho de raça fosse encorajado (claro que não me refiro ao sentimento tolo de hoje); onde os fracos encontrassem boas-vindas e refúgio em mosteiros ou conventos, e por fim, onde bons imigrantes e refugiados fossem convidados e bem recebidos, e seus descendentes, naturalizados. Galton 1869, p. 362
Galton cunhou o termo eugenics (“eugenia”) em 1883 e reuniu vários de seus achados no livro Inquiries into Human Faculty and Its Development. Em sua introdução, afirmou: 
"[Este livro] tem a intenção de abordar diversos tópicos, mais ou menos relacionados ao cultivo racial, ou, poderíamos dizer, questões “eugênicas”1, apresentando resultados de várias pesquisas que fiz.
1 Ou seja, questões relacionadas ao termo grego eugenes: bom de origem, herdeiro de qualidades nobres. Isso, e as palavras afins, eugeneia, etc., aplicam-se igualmente a humanos, animais e plantas. Necessitamos muito de uma palavra breve que exprima a ciência de melhorar a raça, que não se restringe à seleção acurada de parceiros, mas que, em particular no caso humano, engloba todas as influências que, mesmo remotamente, propiciem maior chance de prevalência rápida a raças ou linhagens mais adequadas em comparação com as menos adequadas. A palavra eugenics expressaria bem a ideia; é, pelo menos, mais concisa e abrangente do que viriculture, que cheguei a usar." Galton 1883, pp. 24–25
Segundo Galton, um sistema de pontuação de "mérito familiar" deveria ser definido, e casamentos precoces entre famílias de alta colocação seriam encorajados mediante recompensas financeiras. Observou algumas tendências na sociedade britânica, como casamentos tardios de pessoas eminentes e a escassez de seus filhos, o que considerou disgênico. Defendeu casamentos eugênicos, fornecendo incentivos a casais aptos para terem proles. Em 29 de outubro de 1901, ao apresentar a segunda Huxley lecture no Royal Anthropological Institute, enfocou questões eugênicas. Seu periódico The Eugenics Review, da Eugenics Education Society, iniciou publicação em 1909, tendo Galton, seu presidente honorário, redigido o prefácio do primeiro volume. Em julho de 1912, ocorreu o Primeiro Congresso Internacional de Eugenia, contando com Winston Churchill e Carls Elliot, entre outros.

### Modelo de estabilidade populacional

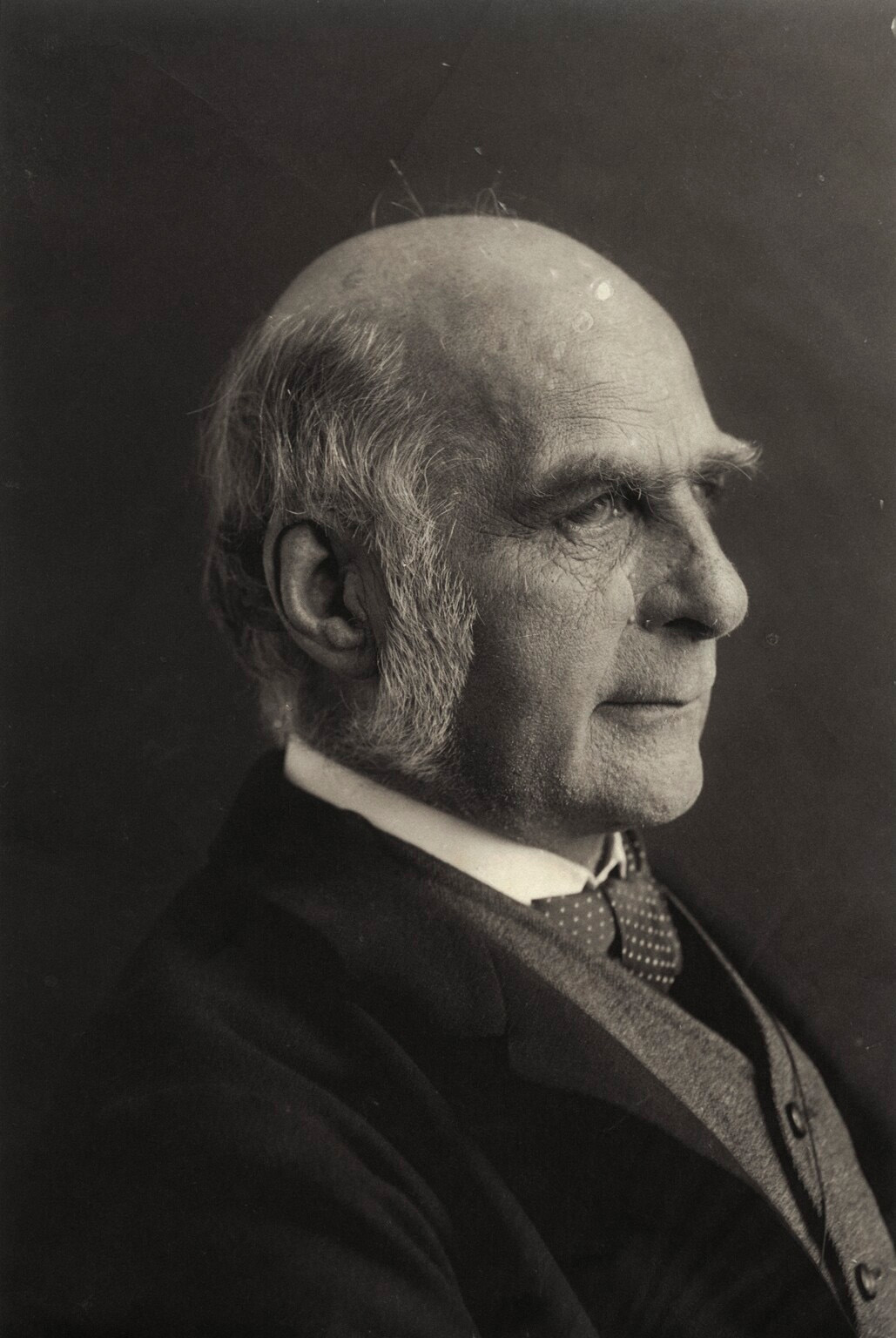
Sir Francis Galton, anos 1890

O desenvolvimento por Galton da regressão e seu vínculo com a distribuição normal bivariada surgiu de sua tentativa de criar um modelo matemático para a estabilidade populacional. Embora a primeira tentativa no livro Hereditary Genius não fosse muito bem recebida, isso o levou a estudos adicionais sobre a hereditariedade de características físicas e o conceito de regressão. Havia três marcos nesse processo: o desenvolvimento da "lei do erro" entre 1874–1875, a formulação de uma lei empírica de reversão (1877) e o arcabouço matemático para a regressão baseado em dados de populações humanas (1885).

### Descartando pangenes e lamarckismo
Galton conduziu inquéritos à hereditariedade que o levaram a questionar a teoria da pangênese de Darwin. Darwin supunha que certas partículas ("gêmulas") circulavam pelo corpo e permitiam a herança de características adquiridas. Em acordo com Darwin, Galton quis ver se tais partículas eram transportadas pelo sangue. Entre 1869 e 1871, fez transfusões de sangue entre coelhos de raças diferentes para observar as características da prole. Não encontrou evidências de transmissão sanguínea de traços.
Darwin contestou a validade dos experimentos de Galton em artigo no Nature, alegando não ter dito que as gêmulas estariam no sangue, mas numa substância fluida não necessariamente sanguínea. Galton rejeitou a herança de características adquiridas (lamarckismo), defendendo desde cedo a “hereditariedade rígida” pela seleção exclusivamente. Quase redescobriu a teoria mendeliana, mas seu foco em características contínuas e não discretas o impediu de completar essa descoberta. Concentrou-se então na abordagem biométrica do estudo da hereditariedade, valendo-se de técnicas estatísticas para estudar características contínuas e analisar populações. Posteriormente, Karl Pearson e W. F. R. Weldon adotariam essa abordagem, fundando o influente periódico Biometrika em 1901. (R. A. Fisher demonstraria depois como a abordagem biométrica concilia-se com o mendelismo.)

### Antropometria e Laboratório da Exposição de Saúde de 1884
Em 1884, Londres sediou a International Health Exhibition, exibindo avanços vitorianos em saneamento e saúde pública. Galton montou seu “Laboratório Antropométrico” nessa feira, com a proposta de “mostrar ao público a simplicidade dos instrumentos e métodos para medir e registrar as principais características físicas do homem”. Nesse espaço, as pessoas pagavam para serem medidas quanto a características como altura, peso, acuidade visual etc., recebendo um impresso com seus resultados, enquanto Galton guardava cópias para pesquisa estatística.
O laboratório media cabelo, cor dos olhos, sensibilidade visual, auditiva, tato, capacidade pulmonar, força de preensão etc. O barulho do local impediu medições auditivas precisas. Para tornar tudo rápido e simples, as pessoas eram testadas em pares; cada dupla gastava cerca de 14 minutos no circuito. Ao fim, Galton obteve 9 337 participantes, cada um com 17 medidas, formando um banco de dados extenso. Graças a isso, validou em humanos sua teoria de regressão já formulada com ervilhas-de-cheiro, medindo correlações, por exemplo, entre comprimento do antebraço e altura. No artigo “Co-relations and their Measurements, chiefly from Anthropometric Data”, definiu a correlação como: “ocorre quando a variação de uma [variável], em média, é acompanhada por variação mais ou menos proporcional da outra, na mesma direção”.

## Inovação estatística e teoria psicológica

### Historiometria
O método usado em Hereditary Genius foi descrito como o primeiro exemplo de historiometria. Para reforçar as conclusões e diferenciar “natureza x criação”, ele enviou questionários a 190 membros da Royal Society, pedindo dados familiares (idade, local de nascimento, estado civil, residência, ocupação) e verificou se seu interesse pela ciência era “inato” ou estimulado por outros. Esses estudos, publicados em English men of science: their nature and nurture (1874), fomentaram o debate “nature versus nurture” sem resolver a questão, mas forneceram dados sobre a sociologia dos cientistas de então.

### Hipótese lexical
Galton foi o primeiro cientista a reconhecer o que hoje se chama hipótese lexical. A ideia de que as diferenças de personalidade mais salientes e socialmente relevantes acabam codificadas na linguagem. Sugere-se também que, amostrando termos linguísticos, é possível construir uma taxonomia abrangente dos traços de personalidade.

### Questionário
As investigações de Galton sobre a mente incluíam registros detalhados de relatos subjetivos sobre fenomenologia como imagem mental. Para extrair tais dados, Galton foi pioneiro no uso de questionários. Em um estudo, solicitou a membros da Royal Society relatos sobre imagens mentais; em outro, coletou extensos questionários de cientistas notáveis, em pesquisa sobre natureza e criação e a tendência ao pensamento científico.

### Variância e desvio padrão
Essenciais em análise estatística são os conceitos de variação das medidas: uma tendência central e uma dispersão. Em fins da década de 1860, Galton propôs uma medida de variação normal: o desvio padrão.

### Sabedoria das multidões
Galton também notou o fenômeno da “sabedoria da multidão”. Em 1906, visitando uma feira de gado, participou de um concurso em que as pessoas deveriam estimar o peso de um boi abatido e limpo. Cerca de 800 palpitaram, e Galton analisou os dados. Divulgou que “a estimativa mediana expressa a vox populi…”, e relatou 1.207 libras, errando apenas 0,8% frente ao peso real. Posteriormente, disse que a média das estimativas era 1.197 libras, mas não comentou sua precisão superior. Pesquisas de arquivo revelaram falhas nos cálculos: a mediana exata era 1.208 lb e o peso 1.197 lb. Assim, a média estava sem erro. James Surowiecki utiliza esse exemplo como introdução para a “sabedoria das multidões”.
Em carta ao Nature, em 1906, Galton propôs um método melhor de fatiar bolo redondo, evitando cortes radiais.

### Derivação experimental da distribuição normal
Estudando variações, Galton inventou o tabuleiro de Galton (ou quincunx), usado para demonstrar a “lei do erro” e a distribuição normal.

### Distribuição normal bivariada
Descobriu ainda as propriedades da distribuição normal bivariada e sua relação com correlação e regressão.

### Correlação e regressão

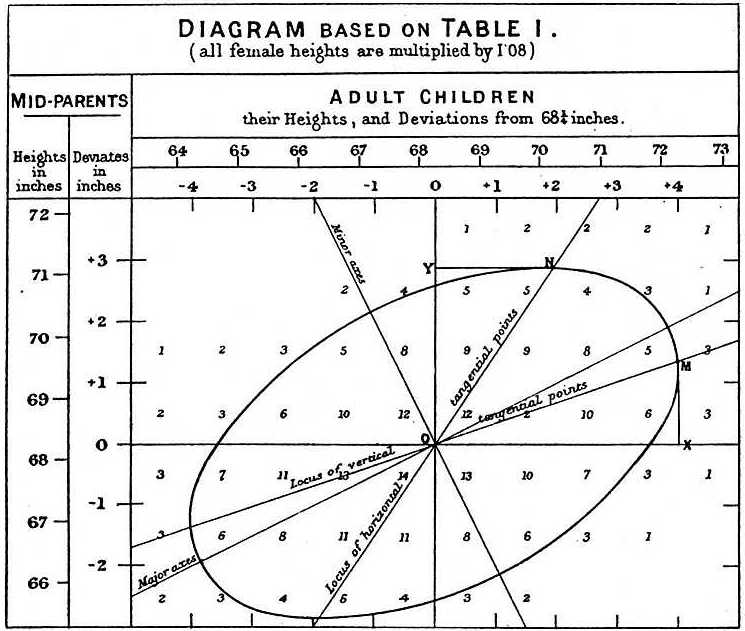
Diagrama de correlação de Galton, 1886

Em 1846, o físico francês Auguste Bravais (1811–1863) primeiro desenvolveu o que se tornaria o coeficiente de correlação. Analisando dados de antebraço e altura, Galton independentemente redescobriu o conceito em 1888 e o aplicou ao estudo de herança, antropologia e psicologia. Galton cunhou a “linha de regressão” e escolheu o símbolo “r” (de “reversion” ou “regression”) para representar o coeficiente de correlação.
Na Guerra Civil, propuseram que se tratava de um fenônemo… Ele enunciou e popularizou a regressão à média após observar a variação das sementes de ervilhas ao longo de gerações. Introduziu essa ideia para explicar como a população humana se mantém estável.

### Teorias de percepção
Galton ia além da coleta de dados, buscando explicar os fenômenos observados. Propôs teorias sobre audição, investigou o “assobio de Galton”, e colheu grandes quantidades de dados antropométricos em seu “Laboratório Antropométrico”. Só em 1985 todos esses dados foram reanalisados.
Crítico do fenótipo, chegou a produzir um “mapa de beleza” da Grã-Bretanha, classificando secretamente as mulheres locais. Segundo ele, Aberdeen tinha as mais feias.

### Psicologia diferencial
Galton aplicou métodos em larga escala para mensurar capacidades humanas, fundando a psicologia diferencial e os primeiros testes de inteligência. Acreditava que diferenças individuais em capacidade geral refletiam-se em capacidades sensoriais e velocidade de reação, que poderiam ser mensuradas objetivamente. Ele propôs que pessoas com reações mais rápidas eram mais inteligentes.

### Fotografia composta
Galton desenvolveu a fotografia composta (sobrepondo diversos retratos em um só) para criar um rosto médio (ver averageness). O método atraiu interesse de Sigmund Freud e outros, mas não se provou útil diagnosticamente e caiu em desuso.

### Impressões digitais
A identificação de criminosos por impressões digitais foi introduzida na década de 1860 por William James Herschel na Índia, e sua aplicação forense foi proposta primeiro por Henry Faulds em 1880. Galton, estimulado por Darwin (que era amigo de Faulds), deu sustentação científica à técnica (ajudando-a a ser aceita nos tribunais), mas não atribuiu crédito aos pioneiros.
Num artigo à Royal Institution em 1888 e em três livros (Finger Prints, 1892; Decipherment of Blurred Finger Prints, 1893; Fingerprint Directories, 1895), Galton estimou a probabilidade de duas pessoas terem a mesma impressão digital e estudou a hereditariedade e diferenças raciais nos padrões de digitais, além de criar um método de classificação de uso forense, descrevendo oito tipos básicos (arco simples, arco tendido, loop simples, etc.). Também pesquisou o poder de oração, concluindo que não havia diferença mensurável. Resumo, sobre sua relevância:

"Ele inventou o processo de fundição de canhões de alma oca com resfriamento interno (wet chill), resultando nos mais resistentes canhões de ferro fundido já feitos. Inventou também a pólvora prismática e perfurada, possibilitando ignição mais uniforme em grandes canhões. Seus canhões de 15 polegadas foram as principais armas de defesa costeira da União não apenas durante a Guerra Civil, mas em toda a segunda metade do século XIX."

## Últimos anos e personalidade
Em janeiro de 1853, Galton conheceu Louisa Jane Butler (1822–1897) e casaram-se em 1 de agosto de 1853, permanecendo juntos por 43 anos, sem filhos.
Beatrice Webb, James Arthur Harris e Karl Pearson escreveram sobre o caráter de Galton. Também manteve correspondência com Beatrix Lucia Catherine Tollemache. Ele escreveu: “Os homens que deixam sua marca no mundo geralmente são aqueles que… se aproximam de certa maneira da loucura.”
Galton morreu em 17 de janeiro de 1911 e foi sepultado no túmulo da família no cemitério da igreja de St Michael and All Angels, na vila de Claverdon, Warwickshire.

## Prêmios e influência

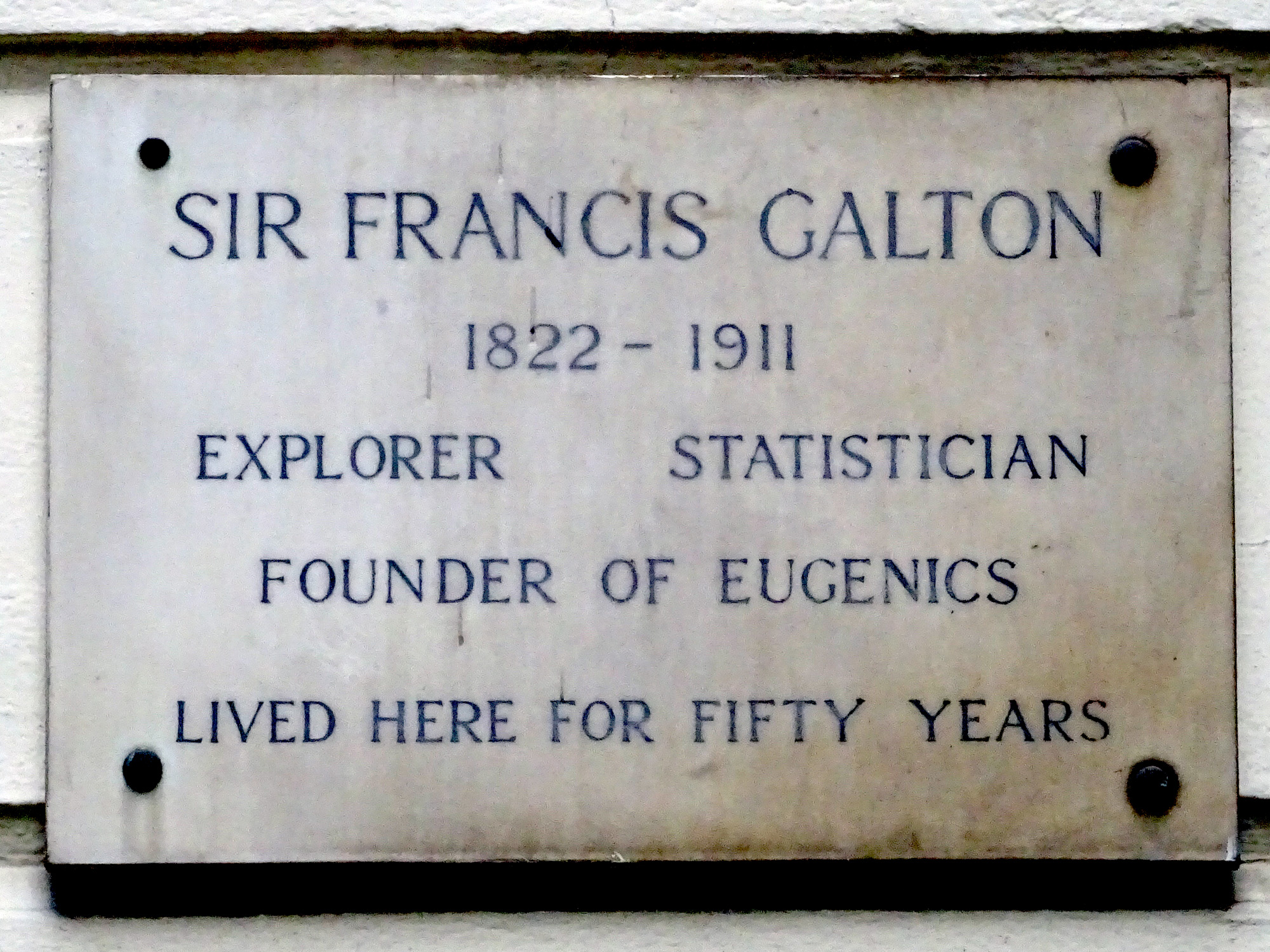
Placa de mármore colocada por volta de 1931 em 42 Rutland Gate, Knightsbridge, Londres SW7 1PD

Ao longo de sua carreira, Galton recebeu várias honrarias, incluindo a Medalha Copley da Royal Society (1910). Em 1853, recebeu a Medalha Fundador da Royal Geographical Society, a mais alta distinção dessa instituição, pelos mapas e explorações no sudoeste da África. Tornou-se membro do Athenaeum Club em 1855 e Fellow of the Royal Society em 1860. Em Memories of My Life, listou outros reconhecimentos:
- Medalha de Prata da Sociedade Geográfica Francesa (1854)
- Medalha Real da Royal Society (1886)
- Officier de l'Instruction Publique, França (1891)
- D.C.L. Oxford (1894)
- Sc.D. (honorária), Cambridge (1895)
- Huxley Medal da Royal Anthropological Institute (1901)
- Eleito Honorary Fellow do Trinity College, Cambridge (1902)
- Medalha Darwin da Royal Society (1902)
- Medalha Darwin–Wallace da Linnean Society of London (1908)

Foi nomeado cavaleiro (Sir) em 1909.
Seu herdeiro estatístico, Karl Pearson, primeiro titular da Cátedra Galton de Eugenia no University College de Londres (hoje Cátedra Galton de Genética), escreveu uma biografia em três volumes (dividida em quatro partes) após a morte de Galton.
O gênero de planta Galtonia recebeu seu nome em sua homenagem.
No século XXI, o University College London tem analisado criticamente seu papel como berço institucional da eugenia. A cátedra Galton Lab foi estabelecida em 1904 em UCL. Alguns alunos e funcionários pediram renomear o teatro "Galton lecture theatre". A jornalista Angela Saini afirmou: “Galton prometia um mundo ousado, apenas com gente bela, inteligente e produtiva. Os cientistas tomados por essa ideia defendiam controlar a reprodução, limitar fronteiras para certos imigrantes e enclausurar 'indesejáveis', inclusive deficientes.”
Em junho de 2020, a UCL anunciou que renomearia um teatro batizado em sua honra, devido à ligação de Galton com a eugenia.

## Obras publicadas
- The art of travel, or, Shifts and contrivances available in wild countries. London: John Murray. 1855
- Narrative of an Explorer in Tropical South Africa. London: [s.n.] 1853
- Hereditary Genius. London: Macmillan. 1869
- «Statistical Inquiries into the Efficacy of Prayer». Fortnightly Review. 12: 125–135. 1872
- «On men of science, their nature and their nurture». Proceedings of the Royal Institution of Great Britain. 7: 227–236. 1874
- «Typical laws of heredity». Nature. 15 (388): 492–495, 512–514, 532–533. 1877. Bibcode:1877Natur..15..492.. doi:10.1038/015492a0
- Inquiries Into Human Faculty and Its Development. [S.l.]: Macmillan. 1883. p. 24
- «Anthropometric Laboratory», London: William Clowes, Science, 5 (114): 294–295, 1884, Bibcode:1885Sci.....5..294., PMID 17831706, doi:10.1126/science.ns-5.114.294
- «On the Anthropometric Laboratory at the Late International Health Exhibition.». The Journal of the Anthropological Institute of Great Britain and Ireland. 14: 205–221. 1 de janeiro de 1885. JSTOR 2841978. doi:10.2307/2841978. Zenodo: 1449574
- «Regression Towards Mediocrity in Hereditary Stature». The Journal of the Anthropological Institute of Great Britain and Ireland. 15: 246–263. 1886. JSTOR 2841583. doi:10.2307/2841583. Zenodo: 1449548
- «Hereditary stature». Nature. 33 (848): 295–298. 1886b. Bibcode:1886Natur..33..295G. doi:10.1038/033295c0
- «Co-Relations and Their Measurement, Chiefly from Anthropometric Data». Proceedings of the Royal Society of London. 45 (273–279): 135–145. 1 de janeiro de 1888. Bibcode:1888RSPS...45..135G. JSTOR 114860. doi:10.1098/rspl.1888.0082
- Natural Inheritance (PDF). London: Macmillan. 1889. Cópia arquivada (PDF) em 14 de dezembro de 2007
- «Cutting a Round Cake on Scientific Principles (Letters to the Editor)» (PDF). Nature. 75 (1938): 173. 20 de dezembro de 1906. Bibcode:1906Natur..75..173G. doi:10.1038/075173c0. Cópia arquivada (PDF) em 14 de novembro de 2006
- «Vox Populi» (PDF). Nature. 75 (1949): 450–451. 7 de março de 1907. Bibcode:1907Natur..75..450G. doi:10.1038/075450a0. Cópia arquivada (PDF) em 1 de março de 2006
- Memories of My Life. Nova York: E. P. Dutton and Company. 1909. p. 331
- Hereditary Genius: An Inquiry Into Its Laws and Consequences. [S.l.]: Macmillan. 1914
- «The Eugenic College of Kantsaywhere». Utopian Studies. 12 (2): 191–209. 2001. ISSN 1045-991X. JSTOR 20718325. OCLC 5542769084